# Марк Ноний Суфенат
Марк Ноний Суфенат (на латински: Marcus Nonius Sufenas) e политик на Римската република през края на 1 век пр.н.е. Произлиза от фамилията Нонии, клон Суфенат.
През 56 пр.н.е. той е народен трибун. През 51 пр.н.е. е пропретор на Киликия, когато Цицерон е управител на провинцията. През 49 пр.н.е. е един от военачалниците на Помпей Велики в гражданската война и вероятно умира във Фарсала.